# Burning Japan Live 1999
Burning Japan Live è il primo album dal vivo del gruppo musicale svedese Arch Enemy, pubblicato il 23 agosto 2000 dalla Toy's Factory.

## Tracce
1. The Immortal – 3:48
2. Dark Insanity – 3:44
3. Dead Inside – 4:16
4. Diva Satanica – 4:12
5. Pilgrim – 4:40
6. Silverwing – 4:14
7. Beast of Man – 3:34
8. Bass Intro/Tears of the Dead – 6:11
9. Bridge of Destiny – 5:27
10. Transmigration Macabre – 4:13
11. Angelclaw – 4:28

## Formazione
- Johan Liiva – voce
- Michael Amott – chitarra
- Christopher Amott – chitarra
- Sharlee D'Angelo – basso
- Daniel Erlandsson – batteria